# آردا كولنز
آردا كولنز (بالإنجليزية: Arda Collins)‏ (17 ديسمبر 1974)؛ كاتِبة وشاعرة أمريكية.